# Aderus hoanus
Aderus hoanus es una especie de coleóptero de la familia Aderidae. Fue descrita científicamente por Maurice Pic en 1938.

## Distribución geográfica
Habita en Vietnam.